# Шабаш (відьомський)

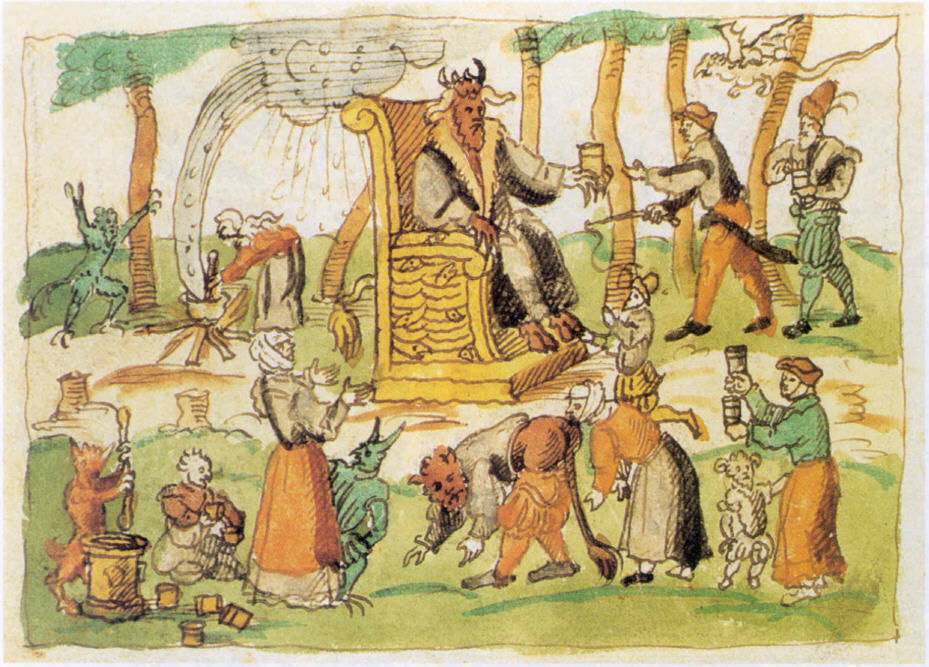
Шабаш відьом

Ша́баш (їд. שאָבעז *шобе́з) — урочисті нічні збори чаклунів, котрі займалися темною магією, яких тоді переслідувала католицька церква. Вони могли включати поклоніння сатані, здійснення жертвоприношень, бенкетів, танців і навіть розпуста. Слово походить від назви юдейського дня відпочинку, суботи. Як відомо, саме на сьомий день Господь відпочивав, після того, як створив наш всесвіт. Звідси зрозуміло, що метою подібних свят могло бути глузування з Бога та його творіння.

## Походження легенд
Легенди про шабаші відьом загалом майже тотожні в слов'янському й західноєвропейському фолькльорі, — і віра в реальність цих явищ розділялася як і в минулому, так і розділяється почасти й тепер, не тільки масою населення, але й деякими представниками церкви, особливо католицької, котра саме заперечення реальності подібних явищ уважала гріхом. Віра ця склалася як результат взаємодії живучих легенд і пережитків старих дохристиянських вірувань і середньовічних поглядів на диявола (див. Чорт).
Ша́баш — подання про явища природи (зокрема — анімізоване явищ грози у вигляді бенкетів, танців, оргій зооморфних божеств), спогаду про язичні свята, що супроводжувалися танцями, убиранням у шкіри божеств, гульнею й ексцесами фалічного культу — обрядах, з яких багато хто дотримується й тепер, — віра в чародійство, волхвів, відунів і відьом, зокрема віра в особливе покликання жінок у справі чарівництва — з одного боку, післяхристиянське перерахування всіх старих язичницьких богів у слуги диявола, зведена в догмат легенда про договір з дияволом, боротьба католицької церкви з дуалістичними сектами, повір'я про шанувальників диявола, психічні епідемії одержимості — з іншої: от джерела віри в ті явища, які можна об'єднати загальною назвою шабаш відьом. Згідно з цим з'явився цикл легенд чисто народних, з іншого боку — церковних. У всіх міфологиях чародії (відуни, відьми, шамани і т. д.), керовані всемогутніми пахощами, особливо відрізнялися чарівною владою над стихійними явищами атмосфери.

## Шабаш у готському фолькльорі
Тому найбільш ранні подання про відьомські збіговиська вказують на нічні польоти відьом по повітрю для викликання гроз і злив, для викрадення сонця, місяця, зірок тощо. Такі нічні поїздки малює нам «Едда», де відьми називаються queldridha (Abendreiterin — нічні вершниці). У слов'янському фольклорі відьми, літаючи вночі по повітрю, блищать яскравими вогниками, тобто блискавками. Так носилися по піднебессю й старі боги — покровителі чарівництва, Одін зі своїм шаленим воїнством і Фрейя. Подібно старим богам: Тору, який їздив на козлах, Фреї на кабані, Гіндлі — на вовці і т. д., — відьми роблять свої польоти на улюблених тваринах міфології — на загнузданих вовках і поганяють їх зміями, на кішках, ведмедях, свинях (російська баба-яга), на оленях тощо
Пізніше відьми задовольняються у своїх польотах мітлами, коцюбами, рогачами, лопатами, граблями й просто ціпками, у міру потреби та вдаряючи по хмарах і роблячи дощ, те начисто вимітаючи небо від його хмар, що затемнюють.

## Шабаш у слов'ян
Руські відьми і баба-яга носяться по повітрю в залізній ступі (казані — хмарі), поганяючи пестом чи ключкою, й замітаючи слід помелом, причому земля стогне, вітри виють, а духи нечисті видають дикі крики. Перед польотом відьми мажуть себе чарівними мазями, бризкають водою, закип'яченою разом із попелом купальського багаття (російська міфологія), творять змови тощо. Іноді відьми зовсім втрачають земний вигляд, видаючись хмарними дівами, що прядуть при місячному світлі свою небесну пряжу (тумани), що білять полотна або перуть свою білизну, що розвішують її для сушіння на білих хмарах.
Типові шабаші відьом з'являються тільки після введення християнства, коли старі боги ототожнюються із диявольськими проявами, і язичницькі свята з їхніми обрядами переслідуються церквою, як служіння Сатані.
Гори, улюблені місця язичницьких жертвоприносин і житла богів, стають звичайними пунктами для шабашів відьом.
Наприклад Лиса гора, де раніше стояли головні кумири слов'ян, Жіночі гори y чехів і словенців, гора Шатрія в литовців, вершина гори Брокен, гора Блокула у Швеції, Блоксберг, Шварцвальд і ін. у германців і т. д.).
Час збіговиськ прив'язаний до старих язичницьких свят. Головні збіговиська у слов'янських народів відбувалися 3 рази в рік: на коляду, при зустрічі весни й у ніч Івана Купала (свято Перуна, що заливає спеку дощовими потоками). У німців головний політ відьом відбувається в першу травневу (Вальпургієву) ніч (Walpurgisnacht), інколи присвячену Фреї. Німецький переказ про цю ніч найкраще характеризує змішані риси шабашів.
По закінченні ділової церемонії, при світлі смолоскипів, запалених від полум'я, що горить між рогами великого козла, приступають до бенкету: їдять кінське м'ясо, а напої п'ють із коров'ячих копит і кінських черепів. Потім триває скажений ганебний танець відьом із чортами, від якого на наступний день залишаються на місці сліди ніг коров'ячих і козячих. Інструментами для музикантів служать: замість волинки — кінська голова, а замість смичка — котячий хвіст. Далі, відбувається спалення козла, чорного бика й чорної корови.
Шабаш кінчається загальним зляганням при повному мороці, після чого відьми на своїх мітлах повертаються додому. Точно так само в російському фольклорі на весняний Юріїв день (відповідає німецькій першій травневій ночі), присвячений громовнику, і в ніч на 24 червня (Івана Купала), присвячений Перуну, відуни й відьми з розпущеними косами, у білих сорочках, що розвіваються, або звіриних шкірах, або зовсім оголені, збираються на Лису гору, творять буйні, нечестиві ігрища, танцюють навколо киплячих казанів і чортових требищ, радяться на пагубу людей і тварин, шукають чарівні зілля (порівн. міф про Перуновом полум'яні кольори) тощо.
По переказах, зібраним у Сахарова,
- з 26 грудня починаються бісівські потіхи; відьми із усього світу злітаються на Лису гору на шабаш і злягаються там з демонами;
- 1 січня відьми заводять із нечистими духами нічні прогулянки;
- 3 січня, вертаючись із гулянки, здоюють корів;
- 18 січня втрачають пам'ять від зайвих веселощів.

Аналогічні повір'я є в слов'ян і в литовців. За залізним столом або на троні сидить сам сатана (у чехів — в образі чорного кота, півня або дракона), а відьми віддаються розгулу й любовним гульбищам з бісами, співають, танцюють і об'їдаються. Усі характерні риси відьомських зборів, починаючи з місця й часу їхнього здійснення, характерних тварин старого культу (козел, змій, півень, кішка й т.д.), жертвоприносин, загальних бенкетів, танців, звіриних шкір (тотемістичний обряд) і т. д., аж до сексуальних оргій — усе це риси язичницьких свят, з їх тотемічними обрядами, жертвоприносинами, загальними трапезами й оргіями, що мали метою магічно впливати на фалічні божества природи (наприклад, на святі Ярили). Навіть фігура сатани, хоча зовсім нова, убрана в старі, традиційні образи зооморфних божеств — козла, дракона тощо.

## Шабаш у мистецтві

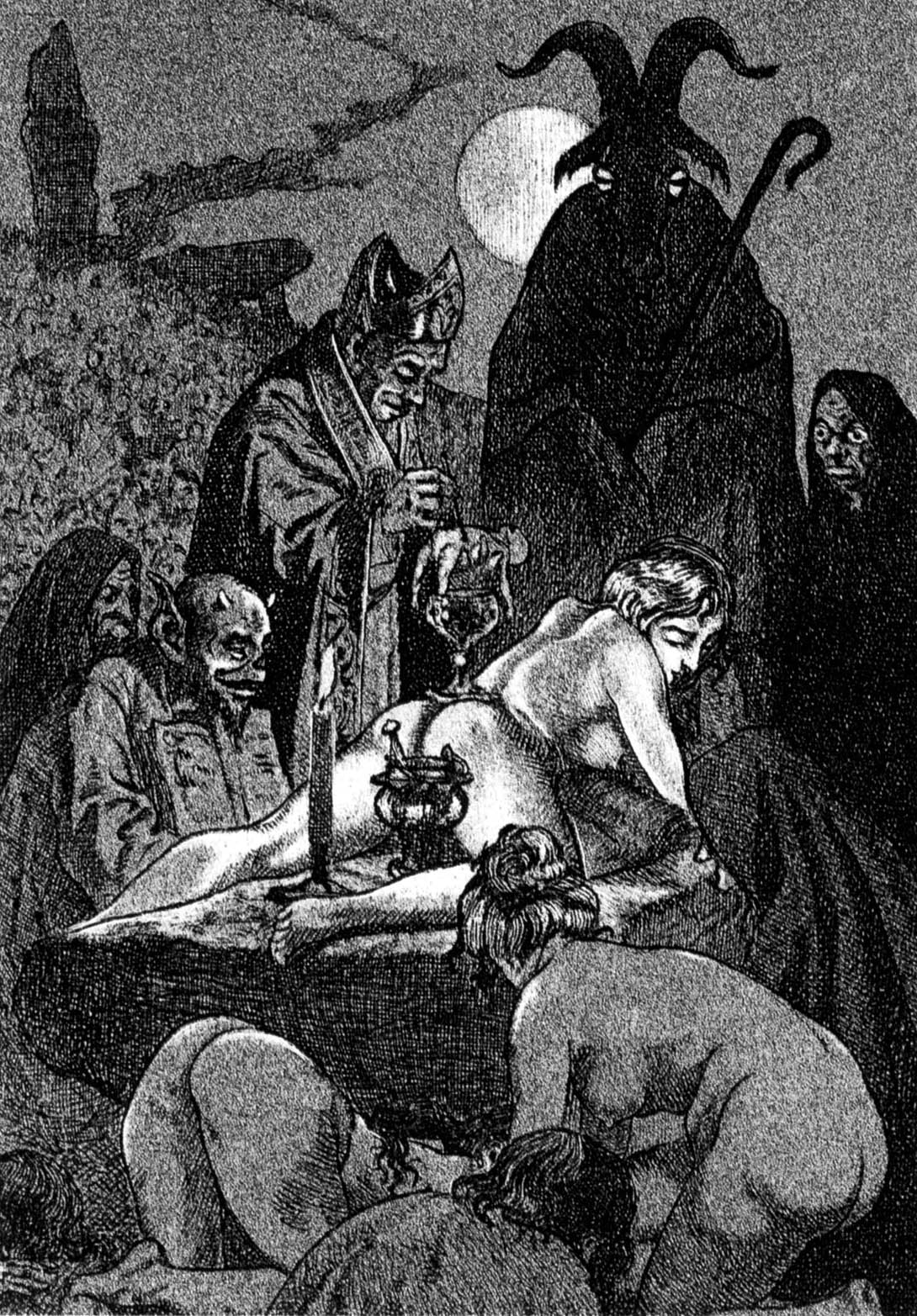
Ілюстрація до книги «Відьма». Мартін ван Маеле, 1911 р.

Мусоргський Модест Петрович у 1867 р. створив музичний твір «Іванова ніч на Лисій горі». А Римський-Корсаков на його основі балет "Ніч на Лисій горі". Цікавий лист Римського-Корсакова доповнюється зауваженнями і судженнями, висловленими Мусоргським в листі Нікольському: "З Вами я поговорю про моїх відьом з іншого боку … «Відьми» — вульгарна назва, так би мовити, кличка мого твору — є в сутності «Іванова ніч на Лисій горі», — як бачите — штучка хрещена. — Наскільки мене пам'ять не надуває, відьми збиралися на цю гору (Лису, не червонійте, у Вас голова, а не гора Лиса), пліткували, і чекали Найбільшого — Satan. За його приїзд, вони, тобто відьми, утворили коло близько трону, на якому сидів, у вигляді козлища, найбільший, і оспівували йому славу. — Коли сатана достатньо в лють приходив від ведовської слави, то відкривав своїм наказом шабаш … Так я і зробив … Форма і характер мого твору російські і самобутні. — Тон його гарячий і безладний. — По суті шабаш починається з появи бісенят, п. ч. погана слава входила по оповідях до складу шабашу, але я назвав (у змісті) епізоди окремо для більшої легкості вираження музичної форми — так як вона нова. (…) Іванову Ніч я написав дуже скоро, прямо набіло в партитурі, писав я її близько 12-ти днів … За Іванової вночі, ніч не спав і закінчив роботу якраз напередодні Іванова дня, — так і кипіло щось в мені, просто не знав, що зі мною коїться, тобто знав, та цього не потрібно знати, а то зазнається. "

## Ставлення інквізиції до магічних свят
Тоталітарні церкви використовували легенди про подібні язичниці свята для посилення терору проти інакомислячих, нищення культурних цінностей епохи народних релігій, яка передувала церковній диктатурі. Зокрема середньовічна католицька церква вважала зовсім реальними всі ці народні перекази й ревно відшукувала мнимих учасників легендарних збіговиськ, віддаючи їх найсуворішим покаранням. У 1459 р., наприклад, кілька людей було спалено по обмові жінки, що свідчила, під катуванням, перед інквізитором Бруссаром, що вони зліталися на Шабаш на ціпках, змазаних кров'ю жаб, відгодованих освяченою проскурою, кров'ю дітей і соком трав, поклонялися дияволові в образі козла, собаки, мавпи й людини, привітали його ганебним поцілунком, приносили йому жертви, молилися йому, продавши йому свої душі, топтали хрест і плювали на нього, хулили Бога й Христа, і після бенкету один з одним і з дияволом, що приймав образ то чоловіка, то жінки, віддавалися самим мерзенним ексцесам. Такі були звичайні обвинувачення в процесі відьом. Обвинувачуючи спочатку язичників, потім євреїв, відлучених від церкви, потім і всіх єретиків у служінні дияволові, католицька церква, скінчила вірою в існування формального єретичного культу диявола по ритуалі відьомських збіговисьок.
Єресь і формальний культ диявола стали синонімами. Єретики становили синагогу диявола, улаштовуючи на честь його періодичні суботи (звідси суботи, шабаші відьом). Учасниками цих субот були вже не жалюгідні відьми, а представники всіх класів і рангів — князі світські й духовні, ченці, священики й інші. Уже альбігойців, яких папські легати винищували десятками тисяч, обвинувачували у формальному культі диявола; їм приписували зборів, на яких сатана був присутній в образі кота. До кінця XV ст. буллами пап, творами інквізиторів і інших церковних письменників створилася формальна, розроблена доктрина про єресі служіння дияволові.
Цілим апаратом аргументів з писань схоластиків, житій святих і показань обвинувачуваних переконано доводилося, що деталі шабашу — не обман уяви, а свідомо злочинні реальні й тілесні діяння. У творі Жакеріо «Flagellum hereticorum», 1458 р., читаємо, що на шабашах відьом є не тільки жінки, але й чоловіки, навіть священики, ченці, що вступають у бесіду з реальними бісами, від яких, за формальним договором, замість зречення від Бога й церкви одержують сили чарівництва. На зборах, що звичайно відбуваються по четвергах, обов'язкове запльовування й топтання хреста, приношення в жертву дияволові опоганених святих дарунків і плотський розгул. Кожний одержує від диявола особливий знак (signum diaboli).
Ця доктрина з'явилася в розпал запеклої релігійної боротьби в Європі й принесла рясні плоди. За 2,5 століття, із часу видання булли Інокентія VIII (1484 р.) до другої половини XVIII ст., в одній Німеччині по процесах відьом загинуло понад 100000 чоловік, в Англії — до 30000. Легенди про шабаші відьом у свою чергу діяли, як гіпноз, на маси й викликали часом дійсні психічні епідемії, коли цілі групи жінок і дітей привселюдно обвинувачували себе в спілкуванні з дияволом і участі в оргіях відьом, а ревнителі церкви, у таких фактах черпаючи нові опори для своєї віри, посилали на багаття психічно хворих людей.